# St. Jakobus (Hambach)
Die Kirche St. Jakobus ist ein Mitte des 18. Jahrhunderts errichtetes römisch-katholisches Gotteshaus in Neustadt an der Weinstraße, das jedoch einen älteren Kern besitzt. Es steht unter Denkmalschutz.

## Lage
Die Kirche befindet sich innerhalb des Stadtteils Hambach an der Weinstraße und steht am Jakobusplatz 1 auf einem Ausläufer des Heidelbergs. Der Bereich wird oft als Oberhambach bezeichnet.

## Geschichte
Das Bauwerk stellte einst eine Wehrkirche dar, deren erste Erwähnung ins Jahr 1221 zurückgeht. Die Errichtung des Chorturms erfolgte 1274; in ihm befinden sich Wandmalereien, die mit der Jahreszahl 1350 versehen sind.
Mitte des 18. Jahrhunderts fand ein grundlegender Umbau der Kirche statt. In diesem Zuge erhielt sie ein neues Schiff im Stil eines spätbarocken Saalbaus, der 1750 und 1751 errichtet wurde. Als Architekt fungierte der fürstbischöfliche Baumeister Johann Georg Stahl und dessen Bruder Johann Leonhard. In das Bauwerk mit einbezogen wurde der gotische Chorturm des Vorgängerbaus, der dafür bereits von 1747 bis 1750 aufgestockt wurde.
Bis 2015 bildete die Kirche eine eigenständige Pfarrei innerhalb des Dekanats Bad Dürkheim und gehörte zur Pfarreigemeinschaft Neustadt. Seit 1. Januar 2016 bildet sie eine Filiale der in Geinsheim ansässigen Pfarrei Hl. Geist.

## Innenausstattung

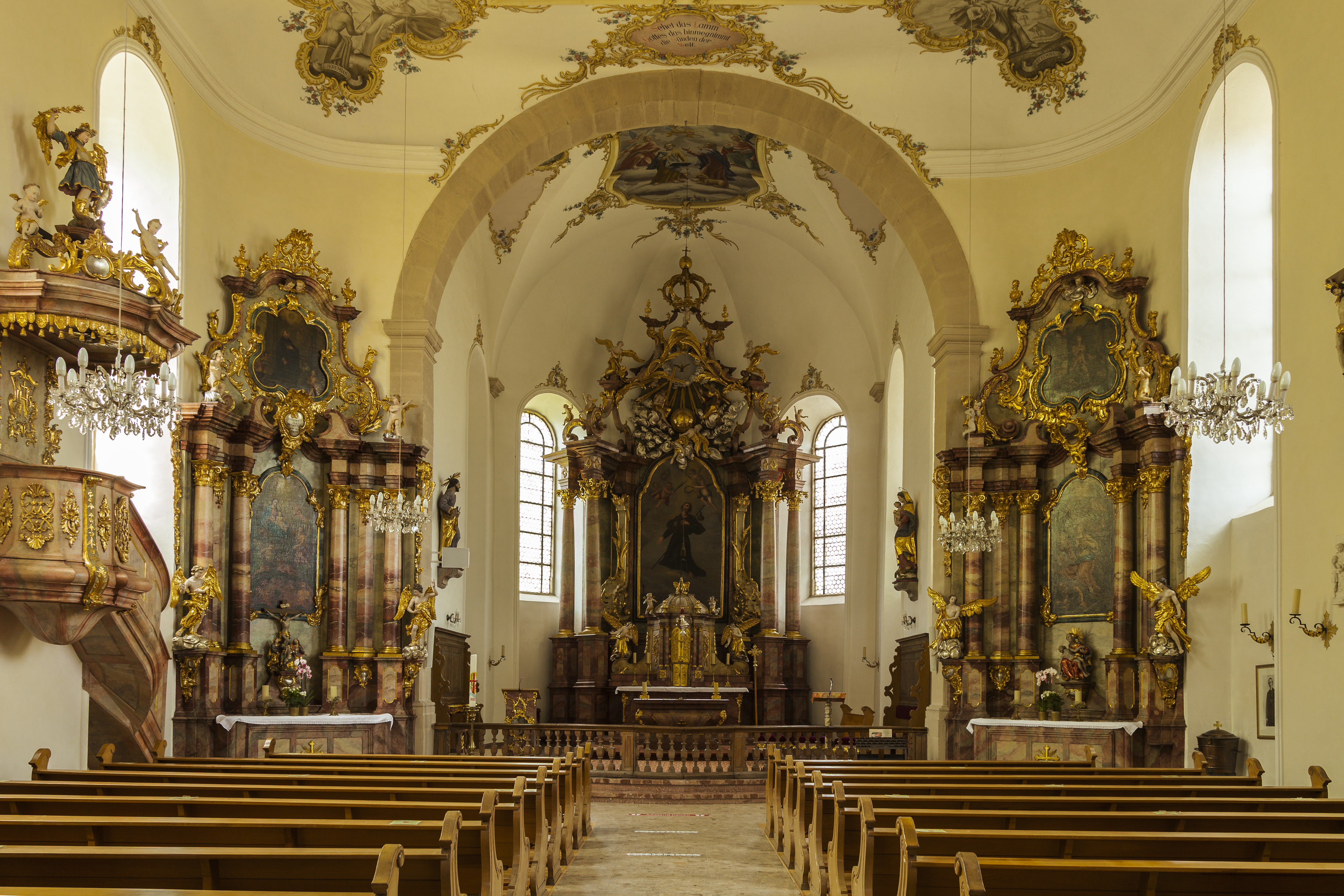
Blick in Innere der Kirche

Im Inneren der Kirche befindet sich Wandmalerei, die ins Mittelalter zurückgeht. Die Ausstattung an sich ist im Stil des Rokoko gehalten.

## Umgebung
Auf dem Kirchhof ist eine barocke Kreuzigungsgruppe aufgestellt, die mit 1731 bezeichnet ist und von J. J. Weber junior aus Herxheim stammt. An der Außenwand stehen Grabsteine aus dem 15., 18. und 19. Jahrhundert.